# Gymnopogon foliosus
Gymnopogon foliosus là một loài thực vật có hoa trong họ Hòa thảo. Loài này được (Willd.) Nees mô tả khoa học đầu tiên năm 1829.